# Spekhoek
Spekhoek is een buurtschap in de gemeente Voorst, provincie Gelderland. Het ligt tussen Terwolde en Twello, ongeveer 1,5 kilometer ten zuidwesten van De Wijk.
Hoofdplaats: Twello      Dorpen: Bussloo · Klarenbeek (deels) · Nijbroek · Terwolde · Teuge · Voorst · Wilp · Wilp-Achterhoek

Buurtschappen: Appen · Duistervoorde · Gietelo · De Kar · Klein Amsterdam · Noord-Empe · Posterenk · Spekhoek · Steenenkamer · De Vecht · De Wijk

Gelderland: Steden en dorpen in Gelderland      Nederland: Provincies · Gemeenten